# Bruno Carabetta
Bruno Carabetta (Mulhouse, 27 de julio de 1966) es un deportista francés que compitió en judo.
Participó en dos Juegos Olímpicos de Verano en los años 1988 y 1992, obteniendo una medalla de bronce en la edición de Seúl 1988 en la categoría de –65 kg. Ganó una medalla en el Campeonato Mundial de Judo de 1989, y cuatro medallas en el Campeonato Europeo de Judo entre los años 1988 y 1992.

## Palmarés internacional
| Juegos Olímpicos   | Juegos Olímpicos      | Juegos Olímpicos  | Juegos Olímpicos |
| Año                | Lugar                 | Medalla           | Categoría        |
| ------------------ | --------------------- | ----------------- | ---------------- |
| 1988               | Seúl (Corea del Sur)  | Medalla de bronce | –65 kg           |
| Campeonato Mundial |                       |                   |                  |
| Año                | Lugar                 | Medalla           | Categoría        |
| 1989               | Belgrado (Yugoslavia) | Medalla de bronce | –65 kg           |
| Campeonato Europeo |                       |                   |                  |
| Año                | Lugar                 | Medalla           | Categoría        |
| 1988               | Pamplona (España)     | Medalla de oro    | –65 kg           |
| 1989               | Helsinki (Finlandia)  | Medalla de oro    | –65 kg           |
| 1990               | Fráncfort (RFA)       | Medalla de oro    | –65 kg           |
| 1992               | París (Francia)       | Medalla de plata  | –71 kg           |